# Stadtbibliothek Oberhausen
Die Stadtbibliothek Oberhausen ist die öffentliche Bibliothek der Stadt Oberhausen.

## Geschichte
Die erste Oberhausener Volksbücherei wurde im März 1907 eröffnet und hatte einen Bestand von 470 Bänden. Der erste gedruckte Katalog aus dem Jahr 1914 wies 3.500 Titel nach.
Als im Zuge der kommunalen Neuordnung 1929 durch den Anschluss der bis dahin selbstständigen Städte Sterkrade und Osterfeld Oberhausen zur Großstadt wurde, verfügte die Volksbücherei über vier Zweigstellen in den Stadtteilen Oberhausen, Sterkrade, Buschhausen und Holten mit insgesamt rund 20.000 Bänden.

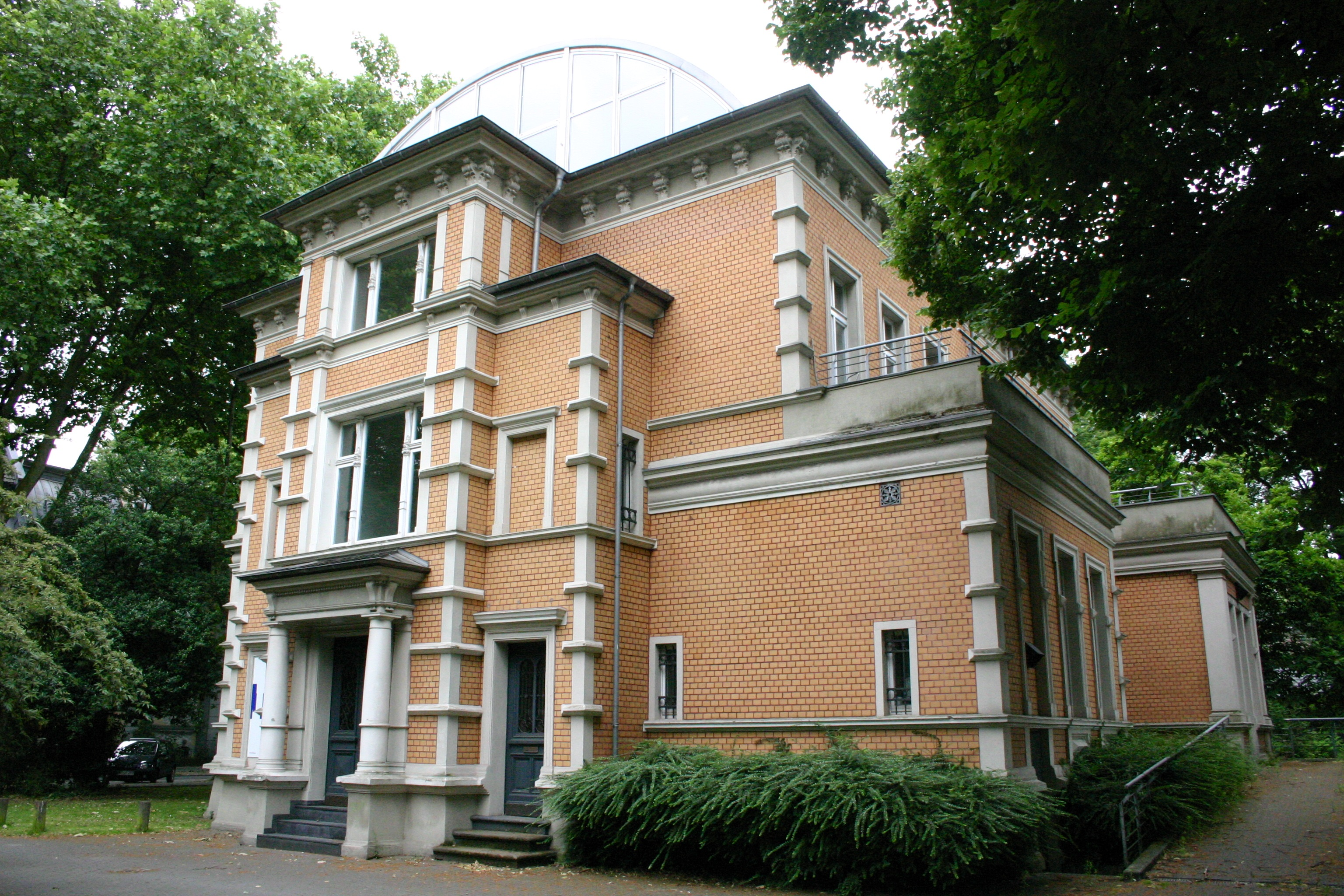
Die „Meuthenvilla“, Sitz der Stadtbücherei von 1953 bis 1975

Die im Dezember 1944 ausgebombte Hauptstelle wurde im November 1945 zunächst in bescheidenem Umfang in einer Schule wiedereröffnet, konnte nach einem weiteren Provisorium schließlich im Jahr 1953 mit der „Meuthenvilla“ (oder Villa Concordia) ein eigenes Gebäude beziehen. Dort wurden die Bestände erstmals weitgehend in Freihandaufstellung präsentiert; gleichzeitig änderte die Einrichtung ihren Namen von „Volksbücherei“ zu „Stadtbücherei“.
Zwischen 1958 und 1962 kam es zur Eröffnung weiterer Zweigstellen und zur Arbeitsaufnahme der Schulbibliothekarischen Arbeitsstelle. Angesichts der zunehmend beengten Platzverhältnisse in der Villa zog die Hauptstelle 1975 in zwei Geschosse eines Kaufhauses im Stadtzentrum um. Dort wurde 1976 als Zusatzangebot eine Phonothek mit zunächst 400 Schallplatten eröffnet. 1981 nahm der Bücherbus seinen Betrieb auf.
Im Jahr 1985 bezog die Zentralbücherei ihr gegenwärtiges Domizil im Bert-Brecht-Haus an der Langemarkstraße. 1992 konnte die Stadtbibliothek, wie sie sich seit 1991 nannte, erstmals mehr als eine Million Ausleihen verzeichnen. Dieser Wert konnte in den beiden folgenden Jahren noch gesteigert, aber nicht auf Dauer gehalten werden. Ein von der Stadt avisierter Um- und Ausbau des Brecht-Hauses mit Einrichtung eines Lesecafés im Erdgeschoss scheiterte 2003 an einem Veto der Bezirksregierung gegen die geplante Finanzierung. Im Jahr 2008 kam es in Zusammenhang mit dem Haushaltskonsolidierungkonzept der verschuldeten Stadt zu starken Einschnitten bei den Personal- und Sachkosten der Bibliothek. Zum Jahresende wurde die Zweigstelle Lirich geschlossen und der Bücherbus stillgelegt.
Im Jahr 2009 begann doch der zunächst vertagte Umbau des Bert-Brecht-Hauses. Seit der Wiedereröffnung am 1. September 2011 zeigen sich die Zentralbibliothek Oberhausen und die Kinderbibliothek in neuem Gewand. Inzwischen versteht sich die Bibliothek als Treffpunkt, Ort der Leseförderung, Bildungseinrichtung und Informationsvermittler. Neben Büchern bietet sie auch viele andere Medien zur Ausleihe, darunter vor allem CDs, DVDS, Blu-rays, Konsolen- und Hörspiele. Die jüngste Neuerung der Bibliothek ist der Verleih von E-Medien in der Onleihe des „medien-ladens“.

## Organisation
Organisatorisch gehört die Stadtbibliothek seit 1995 zum Bereich Medien, der neben anderen kulturellen Einrichtungen wie Volkshochschule, Stadttheater oder Internationale Kurzfilmtage dem Dezernat Finanzen, Kultur der Oberhausener Stadtverwaltung zugeordnet ist.

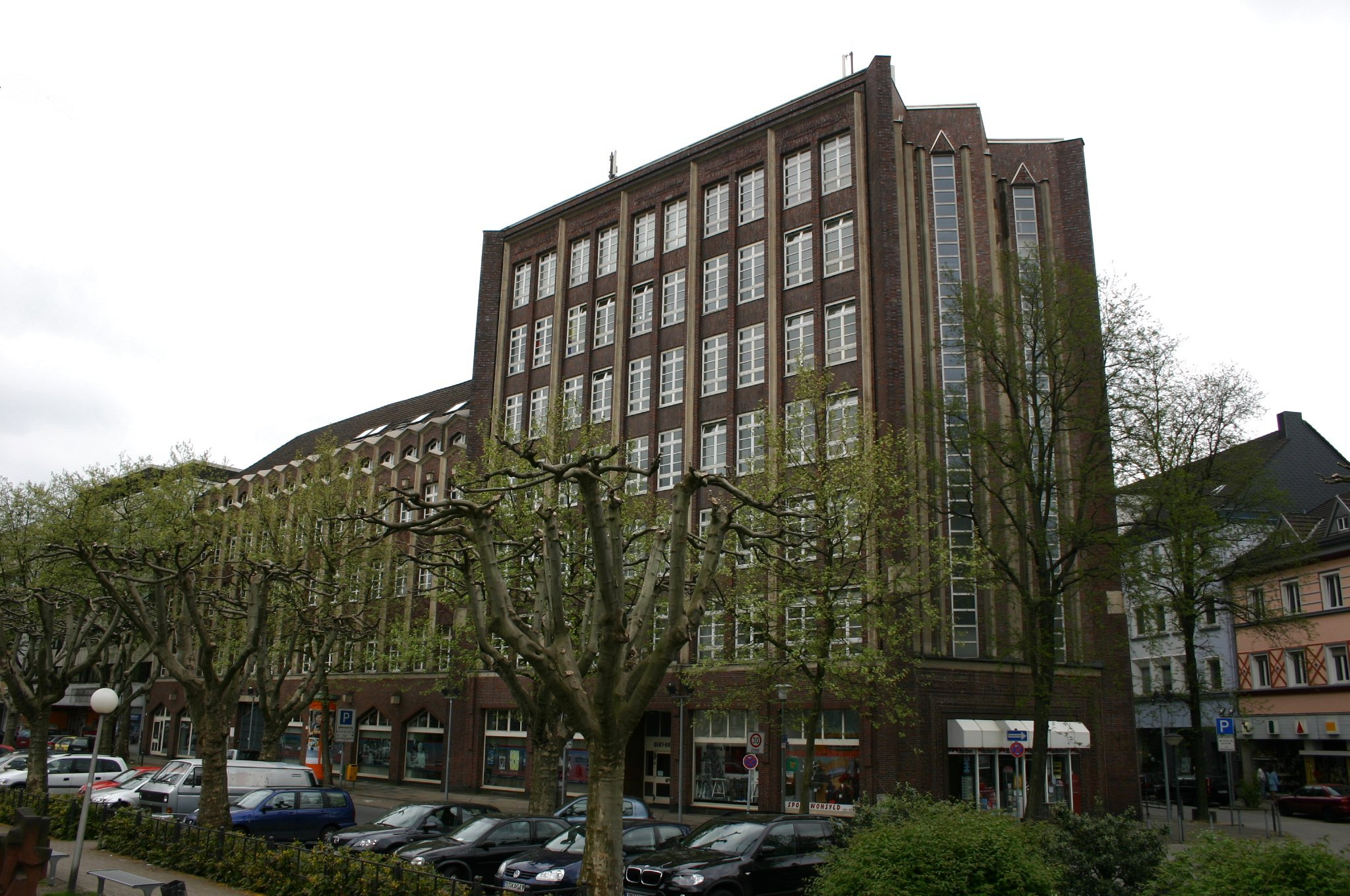
Das Bert-Brecht-Haus, Standort der Zentralbibliothek seit 1985

Das Gesamtsystem gliedert sich in folgende Zweigstellen und Einrichtungen:
- Zentralbibliothek (unterteilt in Erwachsenen- sowie Kinder- und Jugendbibliothek)
- Stadtteilbibliothek Sterkrade
- Schul- und Stadtteilbibliothek Schmachtendorf (in der Heinrich-Böll-Gesamtschule)
- Schul- und Stadtteilbibliothek Osterfeld (in der Gesamtschule Osterfeld), zugleich Sitz der Schulbibliothekarischen Arbeitsstelle

Über einen internen Leihverkehr können Medien aus anderen Zweigstellen zur Nutzung angefordert werden.
Die 1983 gegründete Literarische Gesellschaft Oberhausen fungiert gleichzeitig als Förderverein für die Stadtbibliothek und organisiert in Kooperation mit dieser Lesungen, Literaturwettbewerbe und andere Veranstaltungen.

## Bestand und Nutzung
Die Stadtbibliothek Oberhausen hatte am Ende des Jahres 2008 einen Medienbestand von 219.116 Exemplaren, wovon 119.517 auf die Zentrale entfielen. Den größten Anteil hatte die Sachliteratur mit 85.776 Titeln (41 %) vor 59.416 im Bereich Kinder (26 %) und 52.656 Titeln der Belletristik (24 %).
Das Bibliothekssystem verzeichnete im Jahr 2008 901.117 Ausleihen, davon gut 500.000 in der Zentralbibliothek und knapp 195.000 in der Stadtteilbibliothek Sterkrade. Daran waren die Sparten Kinder und Belletristik etwa jeweils zu einem Drittel beteiligt.